# Kościół św. Antoniego Padewskiego w Krynicy-Zdroju
Kościół świętego Antoniego Padewskiego w Krynicy-Zdroju – rzymskokatolicki kościół parafialny należący do parafii pod tym samym wezwaniem (dekanat Krynica-Zdrój diecezji tarnowskiej).
Obecna świątynia została wzniesiona w latach 1982-1995 według projektu Jacka Gyurkovicha. Kamień węgielny, poświęcony przez papieża Jana Pawła II w Krakowie został wmurowany w 1985 roku przez biskupa Józefa Gucwę. W dniu 17 września 1995 roku kościół został poświęcony pod przewodnictwem biskupa Józefa Życińskiego. Wnętrze świątyni zostało zaprojektowane przez małżeństwo Ewę i Jacka Gyurkowichów, projektantem witraży jest Bolesław Szpecht, a powstały one w Pracowni Witraży Anny i Janusza Zarzyckich w 2000 roku.